# Памятник Ленину у депо Октябрьской железной дороги
Памятник Ленину в депо Октябрьской железной дороги («Ленин на колёсах») — скульптура В. И. Ленина, расположенная в Москве на территории депо Октябрьской железной дороги неподалёку от Ленинградского вокзала. Памятник установлен на железнодорожных колёсах  и таким образом является передвижным. Автор памятника — скульптор И. А. Менделевич. Это один из первых памятников вождю мирового пролетариата в Москве и единственный в мире Ленин на колёсном ходу.

## История
В ходе подготовки к празднованию 8-й годовщины Октябрьской революции рабочие-железнодорожники предложили поставить на территории депо памятник В. И. Ленину. Эта идея была горячо поддержана. В нерабочее время железнодорожники занимались изготовлением постамента из железнодорожных деталей. Автор проекта постамента — начальник Пятого участка тяги Яковлев. Согласно замыслу, памятник должен был не только иметь возможность перемещаться по железной дороге, но и вращаться вокруг собственной оси, для чего предусмотрен специальный рычаг. 
Деньги на скульптуру рабочие собрали от сдачи металлолома и субботников по ремонту вагонов. Однако когда необходимые средства были собраны, оказалось, что до годовщины остаётся слишком мало времени, чтобы скульпторы смогли изготовить памятник. Тогда рабочие решили установить на постамент скульптуру из вестибюля Ленинградского вокзала. На вокзале позднее установили более монументальный памятник.
Памятник находился перед депо, куда был свободный доступ, но сейчас находится у забора, откуда виден.

## Описание
Памятник изготовлен из гипса и сверху тонирован под бронзу. Ленин стоит во весь рост на высоком постаменте. Его левая рука сжата в кулак и опирается на колонну, а правая  в кармане брюк. Постамент сделан из сваренных паровозных шатунов, кулис, реверсов, червячных передач и стоит на четырёх железнодорожных колёсах от списанного тендера. Детали постамента выкрашены чёрной и красной краской. К основанию постамента прикреплена металлическая табличка с надписью: «Воздвигнут рабочими паровозных и вагонных мастерских 5-го участка тяги Ок. ж. д. 5.XI — 1925 г.».